# Fonyó Gergely
Fonyó Gergely (Budapest, 1966. február 20. –) magyar filmrendező, forgatókönyvíró, operatőr.

## Életpályája
1985–1991 között a Mafilmnél segédoperatőr és kameraman volt. 1991–1998 között az USA-ban az HBO, a Showtime és a CBS Tv-nél kameraman volt. 1996–1998 között az UCLA hallgatója volt.

## Filmjei
| - Látogatás (1999) (forgatókönyvíró is) - Kelj fel Jancsi (2000) (forgatókönyvíró is) - Cseh Tamás film (2001) (forgatókönyvíró is) - Szeret, nem szeret (2002) - Cinematrix (2002) - Na végre, itt a nyár! (2002) - Tea (2002-2003) - Fekete, piros (2005) - Tibor vagyok, de hódítani akarok! (2006) (forgatókönyvíró is) - Világos falak (2006) (forgatókönyvíró is) - Idegölő (2006) (forgatókönyvíró is) - Ocskay László százados, az elfelejtett hős (2008) - Élő történelem - Domonkos Miksa (2008) (forgatókönyvíró is) - Made in Hungaria (2009) - Hajónapló (2010) - Matula kalandpark (2011) - Karádysokk (2011) - Társas játék (2011-2012) - Hacktion (2012-2014) - A látogató (2013) - A kőmajmok háza (2014) - Az én anyukám a legeslegjobb (2019) (forgatókönyvíró is) | - Az új földesúr (1989) - Tutajosok (1989) - Könnyű vér (1990) - Itt a szabadság! (1991) - Melodráma (1991) - A három nővér (1991) - Zsötem (1992) - Utcalány szerepben (1993) - Gyilkos kobold 2. (1994) - Közönséges bűnözők (1995) - Halálos hétvége (1995) - Az utolsó üzenet (1995) - Vidéki vakáció (1996) - Növekvő város (1996) - Virtuális elme (1997) - Ámbár tanár úr (1998) - A temetetlen halott (2004) |

## Díjai
- A Magyar Filmszemle fődíja (2000) Kelj fel Jancsi